# Такыя (головной убор)

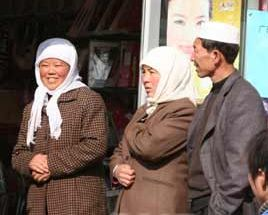
Мужчина народа хуэй в Китае, носящий такию

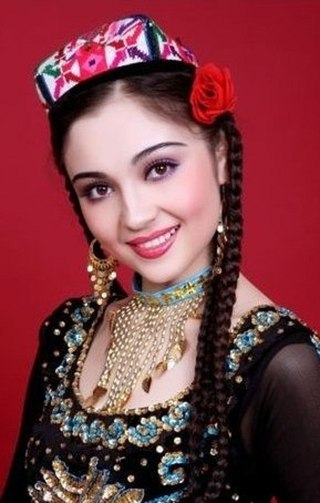
Уйгурская девушка в такые

Такыя (баш. таҡыя, тат. тәкыя) — тюбетейка, традиционный мужской и девичий головной убор полусферической, заострённой формы, распространённый у народов Средней Азии и Поволжья (башкир, татар, чувашей, киргизов, марийцев, удмуртов  и др.). Являлся повседневным мужским и праздничным головным убором девушек.

## Изготовление
Такыя шили из ткани. В подкладке использовалась холщовая ткань. Край и центр такыя обшивали тканью красного цвета. Наружную поверхность покрывали рядами серебряных монет, а в центре прикрепляли металлический куполок. Вокруг куполка нашивали 3 ряда кораллов, снизу — бахрому из мелких бус и бисера, по краю над бахромой — ряд крупных штампованных блях.

«Украшением основы служат три ряда кораллов, расположенных вокруг куполка, далее прикреплены плотно, заходя друг за друга, монетки, среди них металлические шарики, по краю над бахромой - ряд металлических блях.» — Башкирская народная одежда, С. Н. Шитова, Уфа «Китап», 1995., стр. 70